# Jean Iraçabal (militaire)
Pour les articles homonymes, voir Jean Iraçabal.
Jean Iraçabal, né le 24 octobre 1851 à Anhaux (Pyrénées-Atlantiques) et mort le 8 mai 1929 (enterré à Saint-Étienne-de-Baïgorry), est un militaire français.

## Biographie
Jean Iraçabal est préposé des douanes avant d'être incorporé en 1872 au 1er régiment d'artillerie et ensuite de rejoindre le 10e où il est promu sous-officier. En 1875 il est affecté au 2e escadron du train des équipages militaires et y gagnera ses galons jusqu'à celui de sous-lieutenant en 1884.
Volontaire pour le corps expéditionnaire du général Millot, il rejoindra le Tonkin le 20 janvier 1885 et intégrera la 3e compagnie du 20e escadron. Il se voit confier la responsabilité de la base arrière d'Hanoï mais immédiatement il obtient de participer aux opérations et part en convoi pour Lạng Sơn. Dès mars il est confronté aux pavillons noirs et jusqu'à son départ pour la France en 1890 il participera à plusieurs opérations.
En 1892, promu capitaine à titre exceptionnel, il sert au Soudan où la France mène une campagne de pacification depuis 1880. Il y développera une technique nouvelle de logistique du type "noria" qui améliorera grandement l'approvisionnement des troupes. Laissé mourant sur la piste au cours d'un convoi, il ne devra sa survie qu'à son exceptionnelle constitution et une volonté farouche. Contraint d'être rapatrié, il est nommé chevalier de la Légion d'honneur le 18 juillet 1894.
Il obtient le commandement de la 5e compagnie du 30e escadron et débarque en mai 1895 à Madagascar avec le corps expéditionnaire. Il se distinguera dans les combats de Tananarive et est cité. Promu à titre exceptionnel commandant d'escadron en 1895 et de retour en France, il prendra le commandement du 9e escadron du train des équipages militaires (Chateauroux) puis du 4e escadron à Chartres.
En 1900, à Orange, au sein du Corps Expéditionnaire d'Extrême-Orient il prend le Commandement Supérieur du Train des équipages militaires de la campagne de Chine où il débarque le 4 octobre et y perfectionnera les transports aussi bien par voie routière que fluviale au profit des opérations.
Promu lieutenant-colonel en 1901 il commandera le 17e escadron (Montauban) puis le 20e escadron (Versailles). Il est promu colonel et prendra le commandement du 19e escadron de Paris afin de redresser la situation de cette unité. Atteint par la limite d'âge le 24 octobre 1911 il quitte le service après avoir reçu la croix de Commandeur de la Légion d'honneur.
En 1914, à 63 ans, il reprend du service et assurera divers commandements difficiles et prestigieux en particulier lors de la bataille de la Marne. Il obtiendra une citation à l’ordre de l’Armée et est élevé à la dignité de Grand officier de la Légion d'honneur.
"Officier du train absolument hors pair", il quittera le service en 1918 à plus de soixante six ans. Décédé le 8 mai 1929 il est inhumé à Saint-Étienne-de-Baïgorry. Le colonel Iraçabal était aussi Commandeur de l’Ordre royal du Cambodge, Chevalier de l'Ordre du Dragon d'Annam, Chevalier de l’Ordre du Mérite militaire d'Espagne, Commandeur de l’Ordre de la Couronne d'Italie.